# Mount Pleasant (Washington, D.C.)
Mount Pleasant ist ein Stadtviertel im Nordwesten von Washington, D.C. Es liegt zwischen dem Rock Creek Park im Norden und Westen; Harvard Street NW und dem Stadtviertel Adams Morgan im Süden, der 16th Street NW und dem Stadtviertel Columbia Heights im Osten. In Mount Pleasant leben etwa 10.000 Menschen. 

## Geschichte
1727 übergab der Gouverneur der damaligen Kolonie Maryland, Charles Calvert, die Ländereien, die heute die Washingtoner Viertel Mount Pleasant, Adams Morgan, Columbia Heights und Pleasant Plains bilden, an James Holmead. Dessen Sohn Anthony nannte die Gegend 1750 Pleasant Plains. Nachdem der Kongress 1791 den District of Columbia geschaffen hatte, wurde Pleasant Plains Teil des im neuen Distrikt gelegenen Washington County, D.C. Während des amerikanischen Bürgerkriegs wurde der höchstgelegene Teil von Pleasant Plains in Mount Pleasant Village umbenannt. 
Mount Pleasant, das aufgrund der damals in den USA bestehenden Segregation wie alle Wohnviertel in Washington, D.C. rassisch getrennt war, war bis in die 1960er Jahre eine Wohngegend der oberen weißen Mittelklasse. Diese begann in den 1960er Jahren in Washington wie überall in den USA, aus Innenstadtbereichen in die Vorstädte abzuwandern. Die Unruhen in Washington 1968 verstärkten diesen Trend. Gleichzeitig zogen Einwanderer aus Lateinamerika nach Mount Pleasant, viele davon aus El Salvador und der Dominikanischen Republik, das Viertel entwickelte sich zu einem Zentrum der Latinos in Washington. Geschäfte, die sich überwiegend an eine lateinamerikanische Kundschaft wenden, prägen heute insbesondere die wichtigste Straße des Viertels, die Mount Pleasant Street. 
Seit den späten 1980er Jahren ist in Mount Pleasant zunächst eine langsame, ab den späten 1990er Jahren dann immer deutlichere Gentrifizierung zu beobachten. Im National Register of Historic Places wird das Stadtviertel seit dem 5. Oktober 1987 als Historic District geführt.